# Villersexel
Villersexel és un municipi francès situat al departament de l'Alt Saona i a la regió de Borgonya - Franc Comtat. L'any 2007 tenia 1.423 habitants.

## Demografia

### Població
El 2007 la població de fet de Villersexel era de 1.423 persones. Hi havia 548 famílies, de les quals 204 eren unipersonals (104 homes vivint sols i 100 dones vivint soles), 168 parelles sense fills, 140 parelles amb fills i 36 famílies monoparentals amb fills.
La població ha evolucionat segons el següent gràfic:
Habitants censats

### Habitatges
El 2007 hi havia 665 habitatges, 555 eren l'habitatge principal de la família, 30 eren segones residències i 80 estaven desocupats. 426 eren cases i 219 eren apartaments. Dels 555 habitatges principals, 302 estaven ocupats pels seus propietaris, 241 estaven llogats i ocupats pels llogaters i 12 estaven cedits a títol gratuït; 13 tenien una cambra, 63 en tenien dues, 117 en tenien tres, 139 en tenien quatre i 223 en tenien cinc o més. 354 habitatges disposaven pel capbaix d'una plaça de pàrquing. A 309 habitatges hi havia un automòbil i a 173 n'hi havia dos o més.

### Piràmide de població
La piràmide de població per edats i sexe el 2009 era:
| Homes | Edats   | Dones |
| ----- | ------- | ----- |
| 0     | 95 o +  | 8     |
| 8     | 90 a 94 | 28    |
| 16    | 85 a 89 | 64    |
| 24    | 80 a 84 | 24    |
| 16    | 75 a 79 | 40    |
| 28    | 70 a 74 | 60    |
| 32    | 65 a 69 | 68    |
| 24    | 60 a 64 | 32    |
| 32    | 55 a 59 | 36    |
| 56    | 50 a 54 | 60    |
| 44    | 45 a 49 | 36    |
| 44    | 40 a 44 | 64    |
| 28    | 35 a 39 | 40    |
| 32    | 30 a 34 | 48    |
| 64    | 25 a 29 | 36    |
| 36    | 20 a 24 | 48    |
| 32    | 15 a 19 | 44    |
| 60    | 10 a 14 | 24    |
| 32    | 5 a 9   | 36    |
| 32    | 0 a 4   | 16    |

## Economia
El 2007 la població en edat de treballar era de 813 persones, 558 eren actives i 255 eren inactives. De les 558 persones actives 496 estaven ocupades (267 homes i 229 dones) i 62 estaven aturades (29 homes i 33 dones). De les 255 persones inactives 90 estaven jubilades, 54 estaven estudiant i 111 estaven classificades com a «altres inactius».

### Ingressos
El 2009 a Villersexel hi havia 550 unitats fiscals que integraven 1.163,5 persones, la mediana anual d'ingressos fiscals per persona era de 16.536 €.

### Activitats econòmiques
Dels 112 establiments que hi havia el 2007, 2 eren d'empreses extractives, 3 d'empreses alimentàries, 1 d'una empresa de fabricació de material elèctric, 5 d'empreses de fabricació d'altres productes industrials, 6 d'empreses de construcció, 24 d'empreses de comerç i reparació d'automòbils, 6 d'empreses de transport, 8 d'empreses d'hostatgeria i restauració, 1 d'una empresa d'informació i comunicació, 8 d'empreses financeres, 8 d'empreses immobiliàries, 11 d'empreses de serveis, 19 d'entitats de l'administració pública i 10 d'empreses classificades com a «altres activitats de serveis».
Dels 34 establiments de servei als particulars que hi havia el 2009, 1 era una oficina d'administració d'Hisenda pública, 1 gendarmeria, 1 oficina de correu, 4 oficines bancàries, 1 funerària, 6 tallers de reparació d'automòbils i de material agrícola, 1 taller d'inspecció tècnica de vehicles, 1 autoescola, 1 paleta, 1 guixaire pintor, 1 lampisteria, 1 electricista, 5 perruqueries, 2 veterinaris, 5 restaurants, 1 agència immobiliària i 1 saló de bellesa.
Dels 13 establiments comercials que hi havia el 2009, 2 eren supermercats, 1 un supermercat, 1 una botiga de més de 120 m², 2 fleques, 2 carnisseries, 1 una peixateria, 1 una sabateria i 3 floristeries.
L'any 2000 a Villersexel hi havia 8 explotacions agrícoles que ocupaven un total de 480 hectàrees.

## Equipaments sanitaris i escolars
El 2009 hi havia 1 centre de salut, 2 farmàcies i 1 ambulància.
El 2009 hi havia 1 escola maternal i 1 escola elemental. A Villersexel hi havia 1 col·legi d'educació secundària i 1 liceu tecnològic. Als col·legis d'educació secundària hi havia 340 alumnes i als liceus tecnològics 108.

## Poblacions més properes
El següent diagrama mostra les poblacions més properes.